# Kadow (Mestlin)
Koordinaten: 53° 36′ N, 11° 57′ O
Kadow ist ein Ortsteil der Gemeinde Mestlin im Amt Goldberg-Mildenitz im Landkreis Ludwigslust-Parchim in Mecklenburg-Vorpommern.

## Geografie

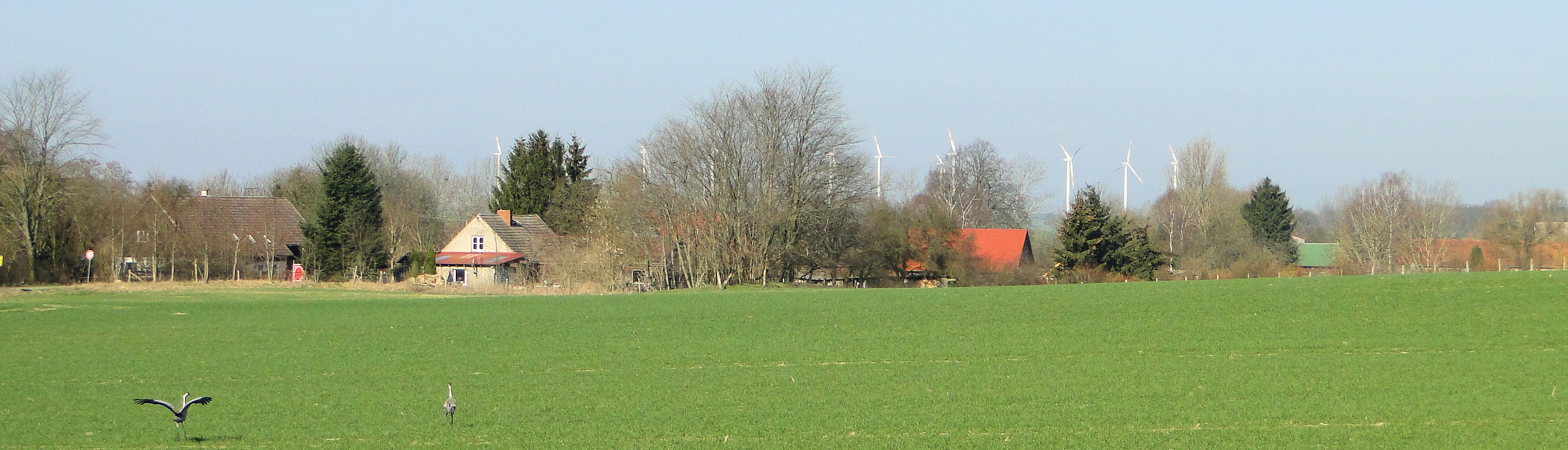
Dorfansicht (2012)

Kadow liegt etwa drei Kilometer nordöstlich von Mestlin und neun Kilometer westlich von Goldberg an der Straße von Techentin nach Ruest. Nach Mestlin führt die Kreisstraße 15. Die Ortsbebauung liegt etwa 75 m ü. NHN. Die benannte Erhebung Blocksberg (76,6 m), auf dem Hexenprozesse stattgefunden haben sollen, liegt direkt südlich des Ortes. Der Ort ist fast ausschließlich von Ackerflächen umgeben, in deren Senken sich einige Feuchtgebiete und Sölle befinden, unter ihnen das nach einem Naturereignis benannte Donnermoor. Der Große Teich südlich des ehemaligen Landweges in Richtung Mestlin wurde auf der Wiebekingschen Karte 1786 als Cadow Teich bezeichnet. Nördlich des Ortes gibt es neben dem Studententeich und dem Studentenmoor auch den Studentenberg. Die Entstehung dieser Namen ist unbekannt.

## Geschichte
Kadow wurde 1307 erstmals urkundlich erwähnt. Es war eine kleine, wohl slawische Gründung zwischen Techentin und Ruest. Der Ortsname Kadow ist slawischer Herkunft und wird als Bottich gedeutet, könnte jedoch auch auf einen slawischen Personennamen als Ort des Chod zurückgehen.
Nicolaus, Propst zu Verden und Scholasticus zu Güstrow stiftete mit den vier Kethelhoter Brüdern Hermann, Fredebern, Heinrich und Nikolaus im Güstrower Dom eine Vikarei, die sie mit den Einkünften von drei Kadower Hufen ausstatteten. Auch von einer vierten Hufe war die Rede, so ist der 26. Februar nicht das Gründungsdatum, da bereits vier Bauernstellen existierten.
1312 erfolgte durch die Fürsten Nicolaus und Johann von Werle die Bestätigung. 1361 wechselten die Kadower Hufen zu den Knappen Gottschalk und Henning von Hagenow, danach gingen sie in das Eigentum der Parchimer Bürger Nikolaus und Heinrich Zeldermann über.
Damals lag Kadow noch an einer anderen, bisher unbekannt gebliebener Stelle, denn zwischen dem 14. und 18. Jahrhundert gab es diesen Ort gar nicht. Den Acker teilten sich die Bauern von Mestlin und Techentin.
Die Brüder Hinrik und Helmich von Plessen auf Zülow verkauften 1478 dem Propst Johann Goldenbagen und der Priorin Katharina von Oldenburg mit dem Konvent vom Kloster Dobbertin für 400 Lübische Mark sechs Hufen auf dem Kadower Felde. Einst wohnten sechs Bauern in Kadow, doch schon 1483 wurde es als wüste Feldmark in den Amtshebungen zu Goldberg erwähnt. 1540 hatten die Mestliner Bauern sechs wüste Hufen in Kadow und noch 1715 wurde der Ort als wüst genannt. Auf der Wiebekingschen Karte von 1786 erscheint Kadow als kleine Gutsanlage.
Bis zur Neugründung eines dominalen Pachthofes 1848 wurde der Acker von Mestliner und Techentiner Bauern genutzt. Im Staatskalender 1790 wurde Kadow mit Zidderich als herzogliches Domänengut genannt. 1848 erwarb der studierte Rostocker Landwirt Carl Michael Wiechmann den Erbpachthof und bewirtschaftete ihn mit einem Inspektor bis 1873. Zeitweise lebten 18 Personen auf dem Gut. Nebenbei beschäftigte sich Wiechmann als Sammler und Heimatforscher. Er war in mehreren Heimatvereinen, auch außerhalb des Landes tätig und 1864 wurde ihm durch den Großherzog Friedrich Franz II. die Medaille für Kunst und Wissenschaft in Silber verliehen. Sonntags nahm er mit Frau und Inspektor neben den Gutspächtern von Mestlin, Vimfow, Klein Pritz, Zidderich, Hof Hagen und Sehlsdorf auch am Geistigen Zentrum im Techentiner Pfarrhaus teil. Auch die Pastoren der umliegenden Kirchdörfer waren ebenso wie die Schulzen und Klosterförster mit ihren Familien anwesend.
1893 hatte Kadow 44 Einwohner und war als Erbpachthof mit 200 Hektar Land ausgewiesen. Davon waren 171 Hektar Ackerland, 18 Hektar Weiden, drei Hektar Holzungen und acht Hektar Unland mit Wasser. Auf dem Gut gab es 16 Pferde, davon acht Fohlen, 74 Rinder, davon 34 Kühe und 68 Schweine. Am 25. September 1900 brannte auf dem Erbpachthof das Backhaus nieder.
1939 wohnten 57 Leute im Ort und während des Zweiten Weltkrieges arbeiteten polnische, französische und ukrainische Kriegsgefangene auf dem Gut.
Am 1. Juli 1950 wurde Kadow nach Ruest eingemeindet. Dieses kam am 1. Januar 1951 zu Mestlin.

### Besitzerfolge
- 1781 Johann Heinrich Lübbe, auch Pächter von Zidderich
- 1806 Johann Gottfried Oderich
- 1810 Carl-Friedrich Schwarz
- 1813 Johann Heinrich Lübbe, auch Pächter von Zidderich und Steinbeck
- 1829 Johann Olldach
- 1848 Dr. Carl Michael Wiechmann, als Sohn des Rostocker Senators kaufte er den Hof nach der Umwandlung in einen Erbpachthof
- 1873 Schultz
- 1882 Brumann
- 1913 Schmidt-Sibeth
- 1923 Karl Schubert
- 1945 wurde der 200 Hektar große Hof enteignet

### Weiternutzung
Mit der Bodenreform entstanden ab 1946 etwa 30 kleine Neubauernstellen mit Siedlungshäusern. Mit der Bildung der Landwirtschaftlichen Produktionsgenossenschaft (LPG) in Mestlin wurden Mitte der fünfziger Jahre auch die Neubauern aus Kadow mit übernommen. Von der Gutsanlage ist nach dem Abriss des alten Pächterhauses 1975 fast nichts mehr vorhanden. Die heutige Verbindungsstraße von Techentin nach Ruest führt mitten über die ehemalige Hofanlage.
Neben einem ehemaligen Katen, ein zum Wohnhaus umgebautes Wirtschaftsgebäude und modernisierten Neubauernhäusern ist Kadow nun ein reines Wohndorf. Den größten Teil der Ackerflächen bewirtschaften heute die Agrargenossenschaften in Mestlin und in Below.

### Mit dem Ort verbundene Persönlichkeiten
- Carl Michael Wiechmann-Kadow (1828–1881), Landwirt und Heimatforscher

### Gedruckte Quellen
- Mecklenburgisches Urkundenbuch (MUB)
- Mecklenburgische Jahrbücher (MJB)

### Ungedruckte Quellen
Landeshauptarchiv Schwerin (LHAS)
- LHAS 1.5-4/3 Urkunden Kloster Dobbertin. Reg. Nr. 185
- LHAS 3.2-3/1 Landeskloster/Klosteramt Dobbertin.
- LHAS 5.12-3/1 Mecklenburg-Schwerinsches Ministerium des Innern. Nr. 6838/2
- LHAS 5.12-4/3 Ministerium für Landwirtschaft, Domänen und Forsten, Abt. Siedlungsamt, Kreis Parchim Nr. 1437
- LHAS 10.9 L/6 Personennachlass Friedrich Lisch, 8.2.25. Nr. 117

## Karten
- Wiebekingsche Karte von Mecklenburg 1786.
- Charte von den Besitzungen des Klosters Dobbertin, Abteilung II., angefertigt durch I. H. Zebuhr 1866.
- Messtischblatt Kadow 1882